# Cesare De Sanctis (musicien)
Cet article concerne le compositeur et chef d'orchestre romain. Pour l'ami napolitain de Giuseppe Verdi, voir Cesare De Sanctis (ami de Verdi).
Cesare De Sanctis est un compositeur et chef d'orchestre italien né le 15 juin 1824 à Albano Laziale et mort le 27 janvier 1916 à Rome.

## Biographie
Cesare De Sanctis naît Albano Laziale le 15 juin 1824. Musicien cultivé, il est diplômé de l'Université de Rome en littérature et en philosophie. Il étudie la musique auprès du compositeur Raffaele Muti Papazzurri (1801-1858), fondateur de l'Accademia Filarmonica Romana. Il commence à composer en 1850 avec une messa in do minore. En 1853 il est accepté à l'Accademia di Santa Cecilia où en 1860 il devient examinateur des organistes.
En 1859 il est maître de chapelle de l'église San Giovanni Battista dei Fiorentini. À cette époque il commence à collaborer avec l'impresario Vincenzo Jacovacci, administrateur des deux principaux théâtres romains, l'Apollo et l'Argentina. En plus du melodramma, De Sanctis, stimulé par la présence de Franz Liszt à Rome, s'emploie à la diffusion de la musique instrumentale en Italie. Il est, avec Giovanni Sgambati et Ettore Pinelli (it) l'un des fondateurs du Liceo di Santa Cecilia et de la Società orchestrale romana vouée à la diffusion de la musique symphonique en Italie.
En 1877 il enseigne au nouveau Liceo musicale di S. Cecilia l'harmonie, le contrepoint et la fugue de 1877 à 1915. De son expérience didactique naîtront des traités parmi lesquels La polifonia nell'arte moderna, pubblié pour la première fois en 1888, réimprimé plusieurs fois jusqu'en 1994 et primé à Bologne en 1889. Il s'agit d'une œuvre fondamentale : De Sanctis initie la didactique de la composition musicale en insérant des références aux tendances de la musique tardo-romantique, avec une attention particulière pour les combinaisons dissonantes, la modulation et l'harmonie enharmonique, restant toutefois toujours dans le spectre de la tonalité.

## Œuvre
- Musica sacra per soli, coro e orchestra
- Messa da requiem per la commemorazione di Carlo Alberto (1872)
- Messa in do minore
- Messa in re minore
- Salmi (Dixit Dominus, Laudate pueri Dominum)
- Cum Sancto Spiritu, in forma di fuga
- Ouverture per grande orchestra
- Sinfonia per grande orchestra
- Composizioni per pianoforte

### Article lié
- Accademia Filarmonica Romana